# Spinnmalar
Spinnmalar (Yponomeutidae) är en familj av fjärilar. Enligt Catalogue of Life ingår spinnmalar i överfamiljen Yponomeutoidea, ordningen fjärilar, klassen egentliga insekter, fylumet leddjur och riket djur, men enligt Dyntaxa är tillhörigheten istället ordningen fjärilar, klassen egentliga insekter, fylumet leddjur och riket djur. Enligt Catalogue of Life omfattar familjen Yponomeutidae 744 arter. 

## Bildgalleri

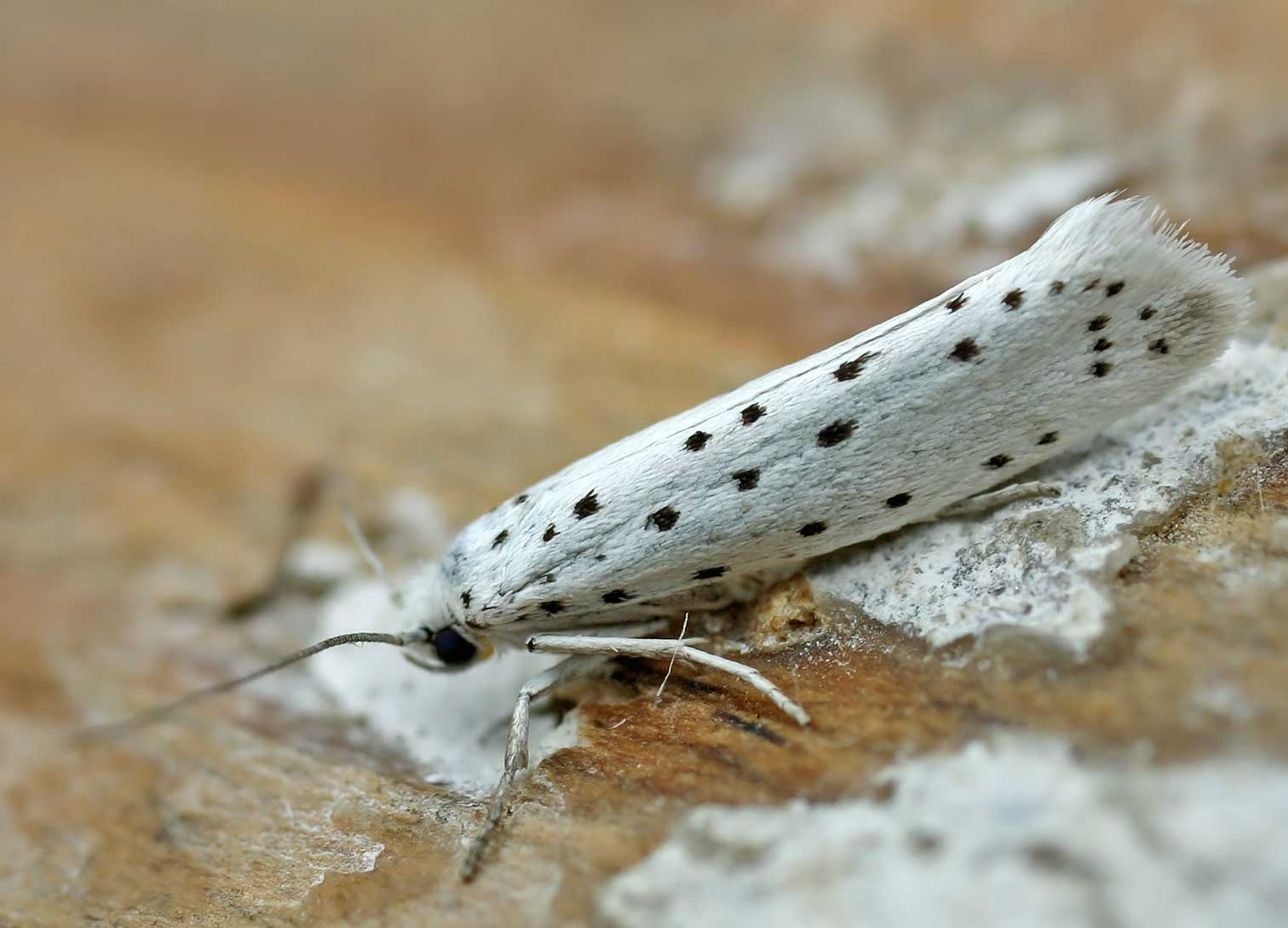
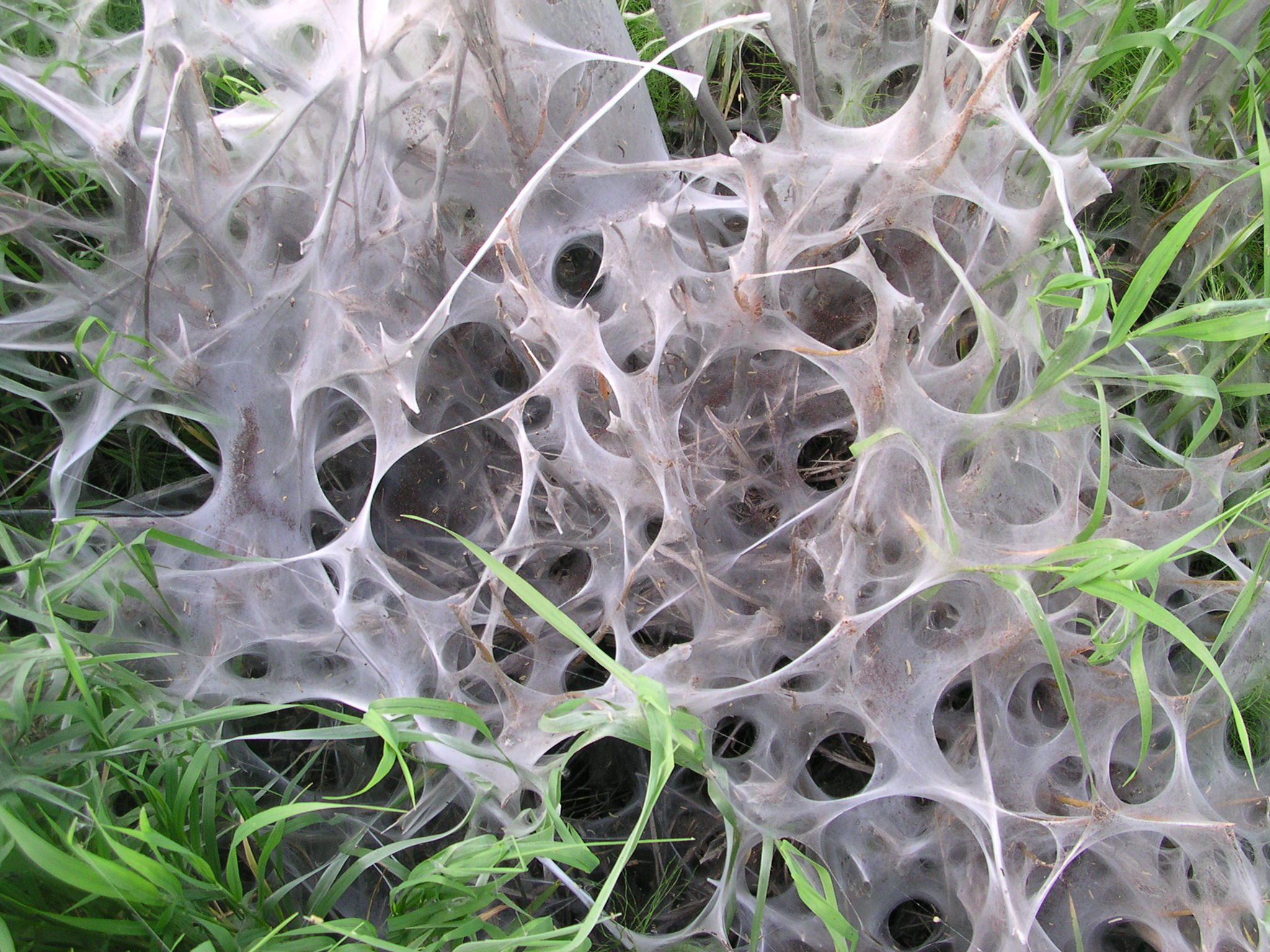
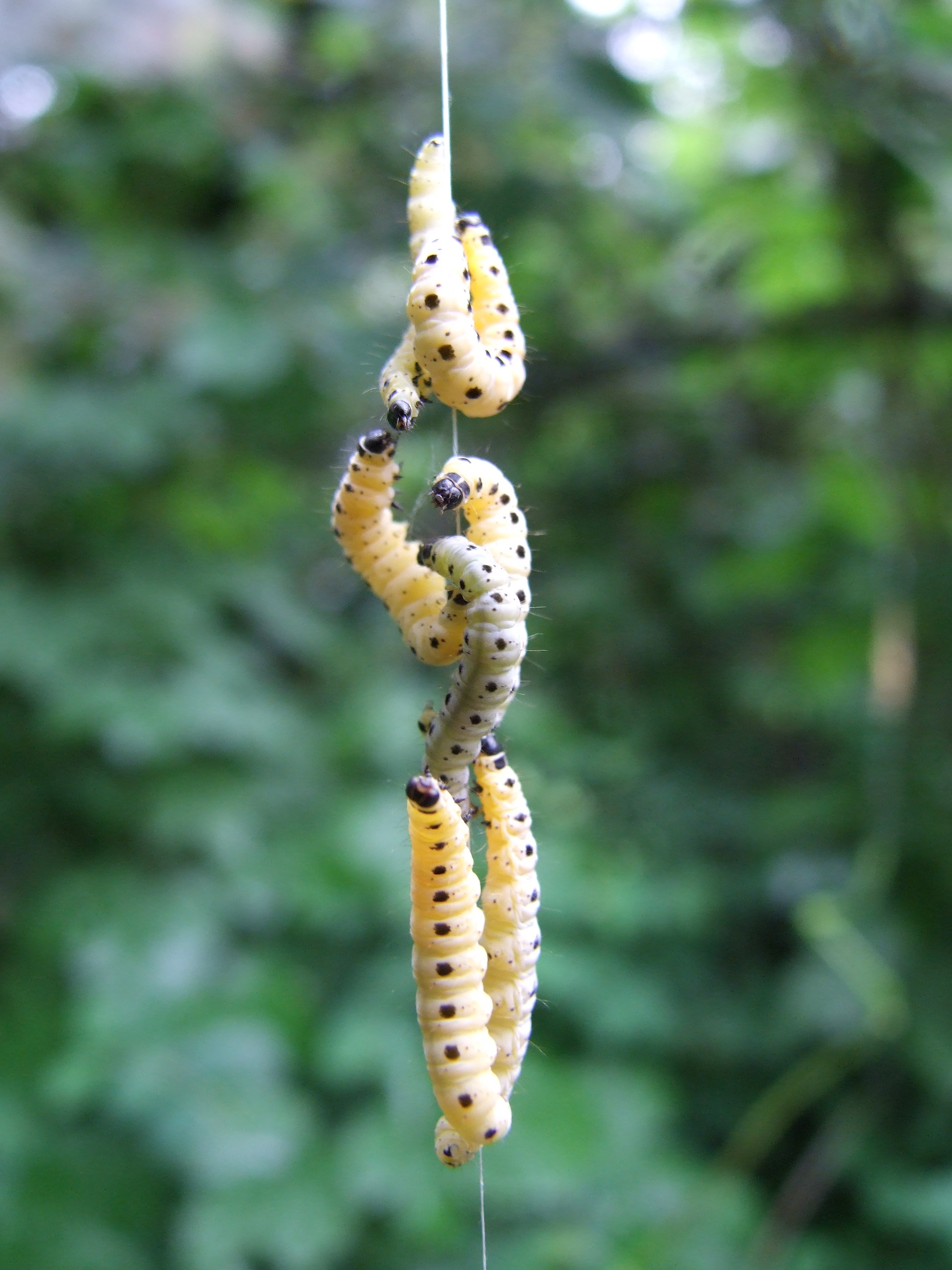
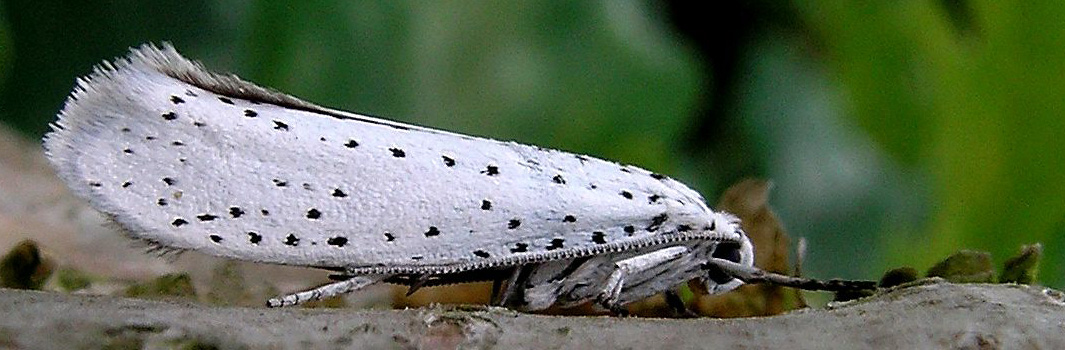
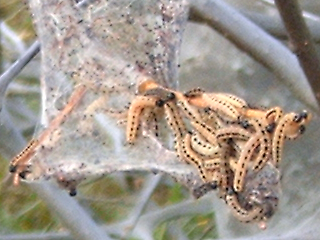
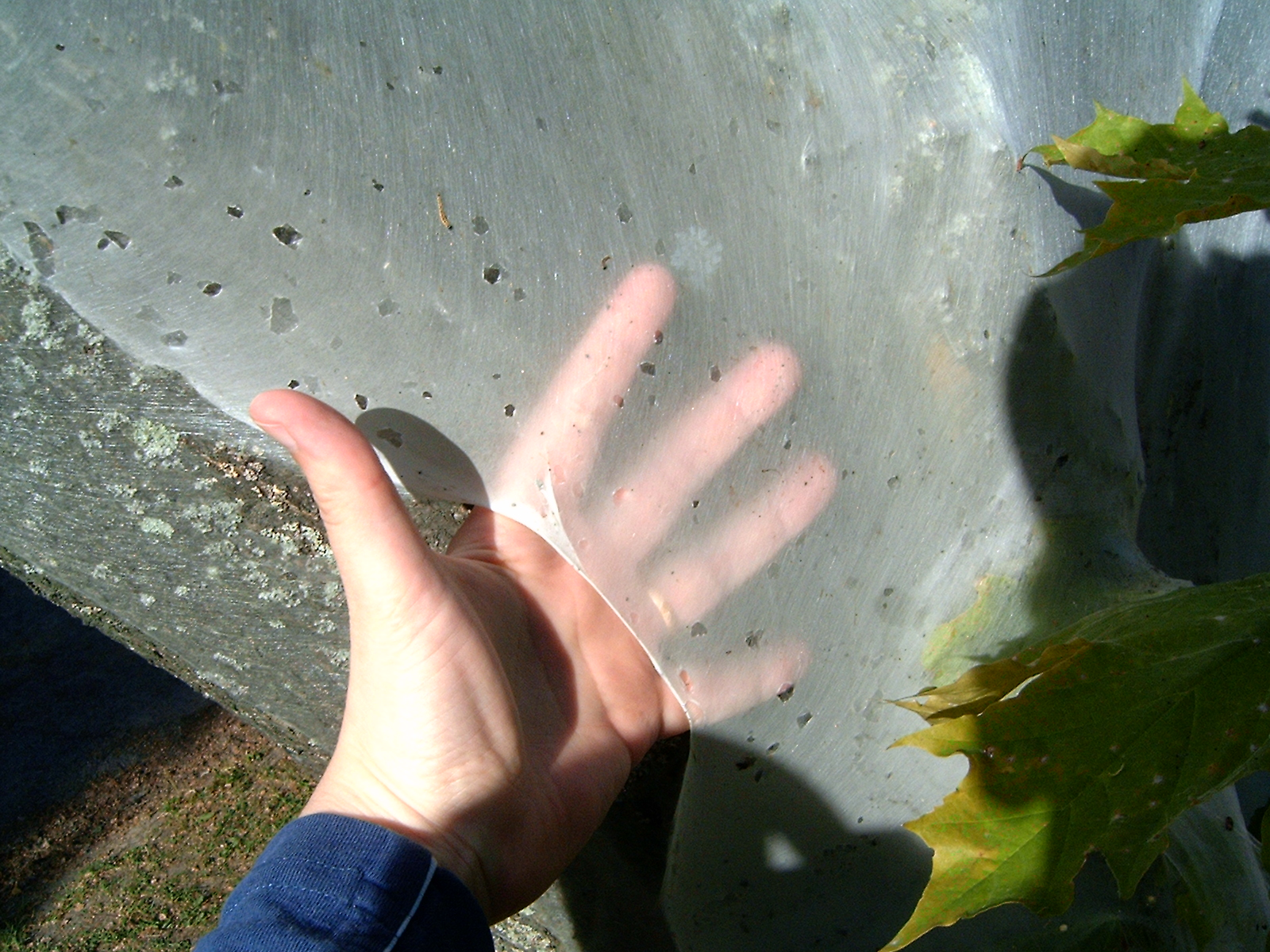

## Dottertaxa till spinnmalar, i alfabetisk ordning[1][2]
- Abacistis
- Acmosara
- Acrataula
- Aemylurgis
- Aictis
- Amalthina
- Amblyzancla
- Anaphantis
- Anoista
- Argyresthia
- Argyresthites
- Artenacia
- Astaropola
- Atemelia
- Atteva
- Balanoptica
- Banghaasia
- Betharga
- Buxeta
- Calamotis
- Callithrinca
- Caminophantis
- Campbellana
- Cedestis
- Charicrita
- Chionaemopsis
- Chionogenes
- Citrinarchis
- Comocritis
- Conchiophora
- Coptoproctis
- Cymonympha
- Dascia
- Diaphragmistis
- Entrichiria
- Epactosaris
- Epichthonodes
- Epinomeuta
- Eriopyrrha
- Euarne
- Eucalantica
- Eucalliathla
- Eucatagma
- Eudrymopa
- Euhyponomeuta
- Euhyponomeutoides
- Exanthica
- Exaulistis
- Hesperarcha
- Hierodryas
- Ilychytis
- Iriania
- Iridostoma
- Isotornis
- Ithutomus
- Kessleria
- Lissochroa
- Litaneutis
- Metanomeuta
- Metharmostis
- Mnemoses
- Morotripta
- Mychonoa
- Nematobola
- Nesotropha
- Niphonympha
- Nosymna
- Nymphonia
- Ocnerostoma
- Opsiclines
- Orencostoma
- Oridryas
- Orinympha
- Orsocoma
- Orthosaris
- Palaetheta
- Palleura
- Paraargyresthia
- Paradoxus
- Parahyponomeuta
- Paraswammerdamia
- Parazelota
- Parexaula
- Pauridioneura
- Phasmatographa
- Piestoceros
- Plexippica
- Podiasa
- Porphyrocrates
- Prays
- Pronomeuta
- Protonoma
- Pseudorinympha
- Pseudoswammerdamia
- Pseudotalara
- Saridoscelis
- Schistocyttara
- Scythropia
- Scythropites
- Spaniophylla
- Sporadarchis
- Stasiphron
- Steganosticha
- Stryphnaula
- Swammerdamia
- Sympetalistis
- Syncallia
- Syncathartis
- Syncerastis
- Syncrotaulella
- Tanaoctena
- Tarphyscelis
- Teleogramma
- Terthroptera
- Thecobathra
- Thyridectis
- Thyrsotarsa
- Toecorhychia
- Toiana
- Trisophista
- Trochastica
- Trychnomera
- Typhogenes
- Xyrosaris
- Yponomeuta
- Zelleria
- Zygographa